# Karolków Rybnowski
Karolków Rybnowski – wieś sołecka w Polsce położona w województwie mazowieckim, w powiecie sochaczewskim, w gminie Rybno. Ma status sołectwa.
| SIMC    | Nazwa      | Rodzaj    |
| ------- | ---------- | --------- |
| 0736706 | Koryciniec | część wsi |

W latach 1975–1998 miejscowość administracyjnie należała do województwa skierniewickiego.
Sołectwo 31 grudnia 2013 roku liczyło 139 mieszkańców.